# Amayé-sur-Seulles
Amayé-sur-Seulles è un comune francese di 206 abitanti situato nel dipartimento del Calvados nella regione della Normandia.

## Società

### Evoluzione demografica
Abitanti censiti